# Família real espanhola

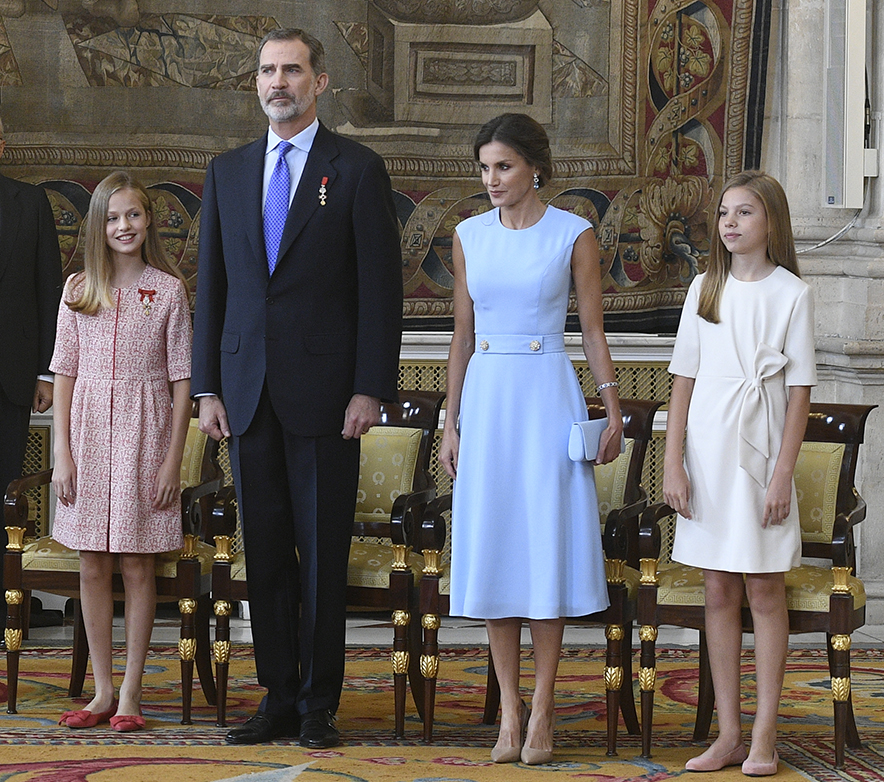
A atual família real espanhola em 2019

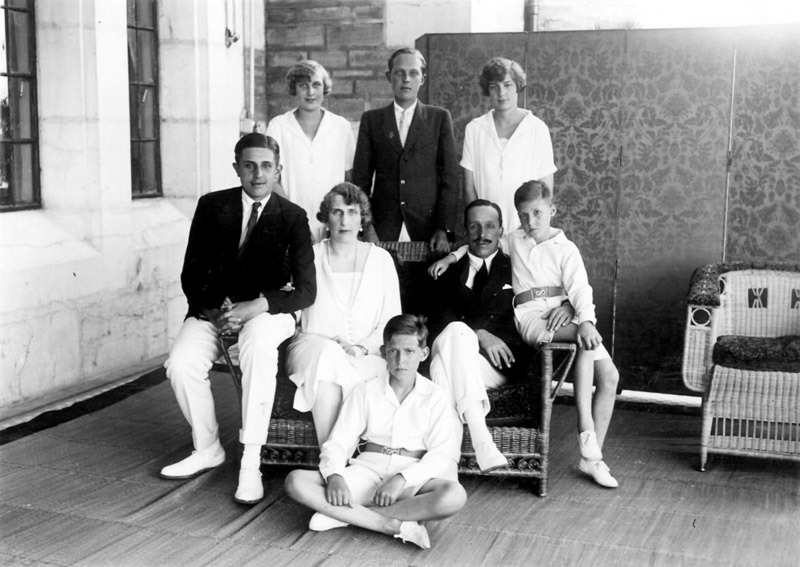
A família real espanhola em 1931

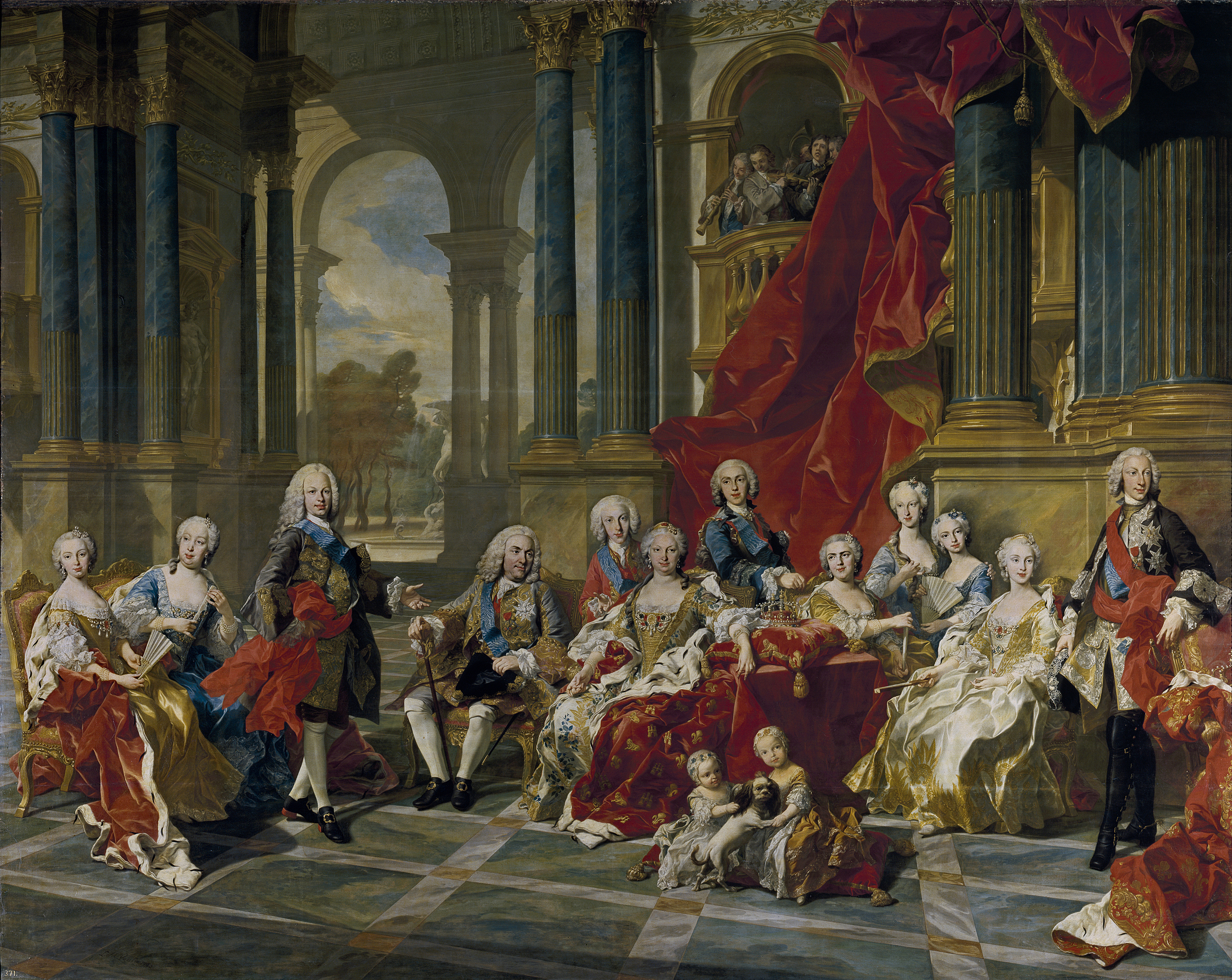
A família real espanhola em 1743

A família real espanhola (em castelhano: Familia Real Española), compreende os familiares mais próximos dos atuais reis, Suas Majestades Católicas, Filipe VI e Letícia, e suas filhas, Suas Altezas Reais, Leonor, Princesa das Astúrias e infanta Sofia, e os pais de Filipe, os reis eméritos, Juan Carlos I e a rainha-mãe Sofia.
As duas filhas do rei utilizam o tratamento de "Alteza Real". A herdeira aparente recebe o título de "Princesa das Astúrias" e sua irmã o de  "Infanta de Espanha".
As irmãs do Rei também utilizam o título de "Infanta de Espanha" com o tratamento de "Alteza Real", mas seus cônjuges não têm direito aos mesmos tratamentos, sendo referidos apenas como "Excelência".

## Membros
- SM o rei Filipe VI 
 SM a rainha Letícia
  - SAR a infanta Leonor, Princesa das Astúrias
  - SAR a infanta Sofia

SM o rei Juan Carlos (pai de Filipe VI) 
 SM a rainha Sofia (mãe de Filipe VI) 
- SAR a infanta Elena, Duquesa de Lugo
- SAR a infanta Cristina

### Famíla estendida
Filhos da infanta Elena, Duquesa de Lugo, irmã de Filipe VI:
- SE dom Felipe de Marichalar e Bourbon
- SE dona Vitória de Marichalar e Bourbon

Filhos da infanta Cristina, irmã de Filipe VI:
- SE dom Juan Valentín Urdangarin e Bourbon
- SE dom Pablo Nicolas Urdangarin e Bourbon
- SE dom Miguel Urdangarin e Bourbon
- SE dona Irene Urdangarin e Bourbon

Filhos da infanta Pilar, Duquesa de Badajoz e Viscondessa da Torre, falecida tia de Filipe VI:
- SE dona Simoneta Gómez-Acebo e Bourbon
- SE dona Winston Gómez-Acebo e Carney, Viscondessa Viúva da Torre
- SE dom Bruno Gómez-Acebo e Bourbon
SE dona Bárbara Gómez-Acebo e Cano
- SE dom Luís Gómez-Acebo e Bourbon
SE dona Andréa Gómez-Acebo e Pascual
- SE dona Nádia  Gómez-Acebo e Halamandari

SAR a infanta Margarida, Duquesa de Soria e Hernani (tia de Filipe VI)
SE dom Carlos Zurita e Delgado, Duque de Soria e Hernani
- SE dom Juan Carlos Zurita y Bourbon
- SE dona María Zurita y Bourbon

Filhos da infanta Beatriz, Princesa de Civitella Cesi, falecida tia-avó de Filipe VI:
- SE dona Blažena Torlonia, Princesa Viúva de Civitella Cesi
- SE dona Olímpia Weiller
Paulo Weiller

Filhos da infanta Maria Cristina, Condessa Marone, falecida tia-avó de Filipe VI:
- SE dona Vitória Álvarez de Azevedo, Marquesa Viúva de Casa Loring
- SE dona Giovana Sánchez-Merlo
Luís Ângelo Sánchez-Merlo e Ruiz
- SE dona Maria Teresa Marone-Cinzano
- SE dona Ana Alessandra Schwartz
Fernando Schwartz e Giron

SAR a princesa Ana, Duquesa Viúva da Calábria (viúva do primo do pai de Filipe VI)

## Membros falecidos recentemente
- SAR a infanta Maria Mercedes, Condessa Viúva de Barcelona (avó de Filipe VI, morta em 2000)
- SAR a infanta Carla, Duquesa Viúva da Galliera (viúva do primo do avô de Filipe VI, morta em 2000)
- SAR a infanta Beatriz, Princesa Viúva de Civitella Cesi (tia-avó de Filipe VI, morta em 2002)
- SAR a infanta Marisol, 1.ª Condessa de Odiel (viúva do primo do avô de Filipe VI, morta em 2005)
- SE dom Marco Torlonia, 7.º Príncipe de Civitella-Cesi (primo do pai de Filipe VI, morto em 2014)
- SE dona Sandra Torlonia, Condessa Clemente Lequio di Assaba (prima do pai de Filipe VI, morta em 2014)
- SAR o infante Carlos, Duque de Calábria (primo do pai de Filipe VI, morto em 2015)
- SAR a infanta Alice, Duquesa Viúva de Calábria (viúva do primo do avô de Filipe VI, morta em 2017)
- SAR a infanta Pilar, Duquesa de Badajoz e Viscondessa Viúva da Torre (tia de Filipe VI, morta em 2020)
- SE dom Fernando Gómez-Acebo e Bourbon (primo do rei, morto em 2024)
- SE dom Juan Filiberto Gómez-Acebo e Bourbon, 3.º Visconde da Torre (primo do rei, morto em 2024)

## Família real desde 1885
- SM a rainha Isabel II (1830-1904)
  - SAR a princesa Isabel, Condessa de Girgenti (1851-1931)
  - SM o rei Afonso XII (1857-1885)
    - SAR a princesa Maria Mercedes, Princesa das Astúrias e Princesa Carlos de Bourbon-Duas-Sicílias (1880-1904)
      - SAR o infante Afonso, Duque da Calábria (1901-1964)
        - SAR o infante Carlos, Duque de Calábria (1938-2015)

      - SAR o infante Fernando (1903-1905)
      - SAR a infanta Isabel Afonsa, Condessa Jan Kanty Zamoyski (1904-1985)

    - SAR a infanta Maria Teresa, Princesa Fernando da Baviera (1882-1912)
      - SAR o infante Luis Alfonso (1906-1983)
      - SAR o infante José Eugenio, Conde de Odiel (1909-1966)
      - SAR a infanta Maria Mercedes, Princesa Irakli Bagration de Mukhrani (1911-1953)
      - SAR a infanta Maria del Pilar (1912-1918)

    - SM o rei Afonso XIII (1886-1941)
      - SAR o príncipe Afonso, Príncipe das Astúrias e Conde de Covadonga (1907-1938)
      - SAR o infante Jaime, Duque de Segóvia (1908-1975)
      - SAR a infanta Beatriz, Princesa de Civitella Cesi (1909-2002)
      - SAR o infante Fernando (1910-1910)
      - SAR a infanta Maria Cristina, Condessa Marone (1911-1996)
      - SAR o infante Juan, Conde de Barcelona (1913-1993)
        - SAR a infanta Pilar, Duquesa de Badajoz e Viscondessa da Torre (1936-2020)
        - SM o rei Juan Carlos (1938-)
          - SAR a infanta Elena, Duquesa de Lugo (1963-)
          - SAR a infanta Cristina (1965-)
          - SM o rei Filipe VI (1968-)
            - SAR a infanta Leonor, Princesa das Astúrias (2005-)
            - SAR a infanta Sofia (2007-)

        - SAR a infanta Margarida, Duquesa de Soria e Hernani (1939-)
        - SAR o infante Afonso (1941-1956)

      - SAR o infante Gonçalo (1914-1934)

  - SAR a infanta Maria del Pilar (1861-1879)
  - SAR a infanta Maria da Paz, Princesa Luís Fernando da Baviera (1862-1946)
  - SAR a infanta Eulália, Duquesa da Galliera (1864-1958)
    - SAR o infante Afonso, Duque de Galliera (1886-1975)
      - SAR o infante Álvaro, Duque de Galliera (1910-1997)
      - SAR o infante Alfonso (1912-1936)
      - SAR o infante Ataulfo (1913-1974)

    - SAR o infante Luís Fernando (1888-1945)